# Łebki Wielkie
Łebki Wielkie (prononciation : [ˈwɛpki ˈvjɛlkʲɛ]) est un village polonais de la gmina d'Ojrzeń dans le powiat de Ciechanów de la voïvodie de Mazovie dans le centre-est de la Pologne.
Il se situe à environ 6 kilomètres au nord-est d'Ojrzeń (siège de la gmina), 8 kilomètres au sud de Ciechanów (siège du powiat) et à 70 km au nord de Varsovie (capitale de la Pologne).

## Histoire
De 1975 à 1998, le village appartenait administrativement à la voïvodie de Ciechanów.